# Solo un volo
Solo un volo è un brano musicale scritto da Eros Ramazzotti, Claudio Guidetti ed Adelio Cogliati e cantata da Ornella Vanoni con lo stesso Ramazzotti, pubblicato nel 2008 come primo singolo estratto dall'album della Vanoni intitolato Più di me.
La canzone debutta in radio il 22 settembre di quell'anno, con successo. In classifica è arrivata alla posizione numero 3.

## Classifiche
| Classifica (2008) | Posizione massima |
| ----------------- | ----------------- |
| Italia            | 3                 |